# Paulo Sá Pinto
Paulo Barreto de Sá Pinto (Santos Dumont, 1912 - São Paulo, 24 de janeiro de 1991) foi um empresário brasileiro, do ramo cinematográfico.

## Biografia
No início da década de 1940, ele fundou junto com mais dois sócios a Empresa Cinematográfica Paulista, que mais tarde se tornaria uma das principais do ramo da exibição em São Paulo, competindo nessa cidade com o circuito da Empresa Cinematográfica Serrador, do empresário espanhol Francisco Serrador. Dentre os cinemas do seu circuito paulistanos, estavam os cines Ritz (1943), Marabá (1945), República (1952), Olido (1957), Comodoro Cinerama (1959) e Ouro (1966).
No final dos anos quarenta, fundou com outros dois sócios a Empresa Cinematográfica Sul e constituiu novo circuito nas cidades de Curitiba e Porto Alegre.
Sá Pinto faleceu no começo de 1991, vitimado por insuficiência respiratória decorrente de um câncer que tinha no pulmão.